# Бонати, Гюстав Анри
Гюста́в Анри́ Бонати́ (фр. Gustave Henri Bonati, 1873—1927) — французский ботаник, специалист по систематике семейства Норичниковые.

## Биография
Гюстав Анри Бонати родился 21 ноября 1873 года в Страсбурге в эмигрировавшего из Франции семье аптекаря. В 1905—1906 путешествовал по Новой Каледонии. Учился аптекарскому делу, как и отец, в 1918 году в Университете Нанси получил степень доктора фармации, защитив диссертацию, представлявшую собой монографию рода Мытник.
Бонати занимался определением многочисленных растений, присылаемых в Гербарий Буассье из тропической Азии вместе с Гюставом Бовером и Вильямом Барбе. В его гербарии хранится множество образцов из Новой Каледонии, собранных Изидором Франом.
Несколько лет Бонати был хозяином аптеки в Люре. 2 февраля 1927 года он скончался, заразившись гриппом.
В настоящее время основной гербарий Бонати хранится в Калифорнийском университете Лос-Анджелеса (LA), куда был доставлен при содействии Элмера Дрю Меррилла.

## Некоторые научные работы
- Bonati, G.H. Le genre Pedicularis L.. — Nancy, 1918. — 168 p.

## Некоторые виды растений, названные в честь Г. А. Бонати
- Adiantum bonatianum Brause, 1913
- Ainsliaea bonatii Beauverd, 1909
- Arisaema bonatianum Engl., 1920
- Cicerbita bonatii Beauverd, 1910 [≡ Chaetoseris bonatii (Beauverd) C.Shih, 1991]
- Gerbera anandria var. bonatiana Beauverd, 1910 [≡ Gerbera bonatiana (Beauverd) Beauverd, 1913]
- Lespedeza bonatiana Pamp., 1910 [≡ Campylotropis bonatiana (Pamp.) Schindl., 1912]
- Lindernia bonatii Eb.Fisch., 1995
- Millettia bonatiana Pamp., 1910
- Parasopubia bonatii H.-P.Hofm. & Eb.Fisch., 2004
- Rubus bonatianus Focke, 1914
- Torenia bonatii Eb.Fisch., Schäferh. & Kai Müll., 2013